# Нарсеа (комарка)
Нарсеа — один из восьми районов (комарка) в провинции Астурия в Испании.

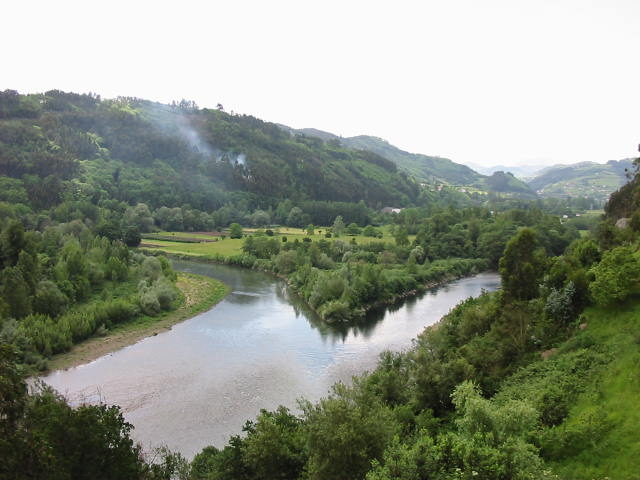
Граница Нарсеа с комаркой Налон

## Муниципалитеты
Хотя статут автономии Астурии предусматривает разделение территории Астурии на округа, они еще официально не разработаны.
| Город              | Население, чел. (1 января 2019) | Площадь, км² | Плотность населения чел/км² | Идентификационный код | Почтовый код       |
| ------------------ | ------------------------------- | ------------ | --------------------------- | --------------------- | ------------------ |
| Кангас-дель-Нарсеа | 12 347                          | 823,57       | 15                          | 33011                 | 33800–33819        |
| Тинео              | 9 389                           | 540,83       | 17                          | 33073                 | 33870              |
| Альянде            | 1 648                           | 342,24       | 5                           | 33001                 | 33815, 33885–33890 |
| Ибьяс              | 1 251                           | 333,30       | 4                           | 33028                 | 33810              |
| Деганья            | 921                             | 87,16        | 11                          | 33022                 | 33812              |

## Внешние ссылки
- Pal Camín

1. ↑  https://www.ine.es/dynt3/inebase/index.htm?padre=525